# Bandar Pugung
Bandar Pugung is een bestuurslaag in het regentschap Lampung Barat van de provincie Lampung, Indonesië. Bandar Pugung telt 670 inwoners (volkstelling 2010).